# Pit Beirer

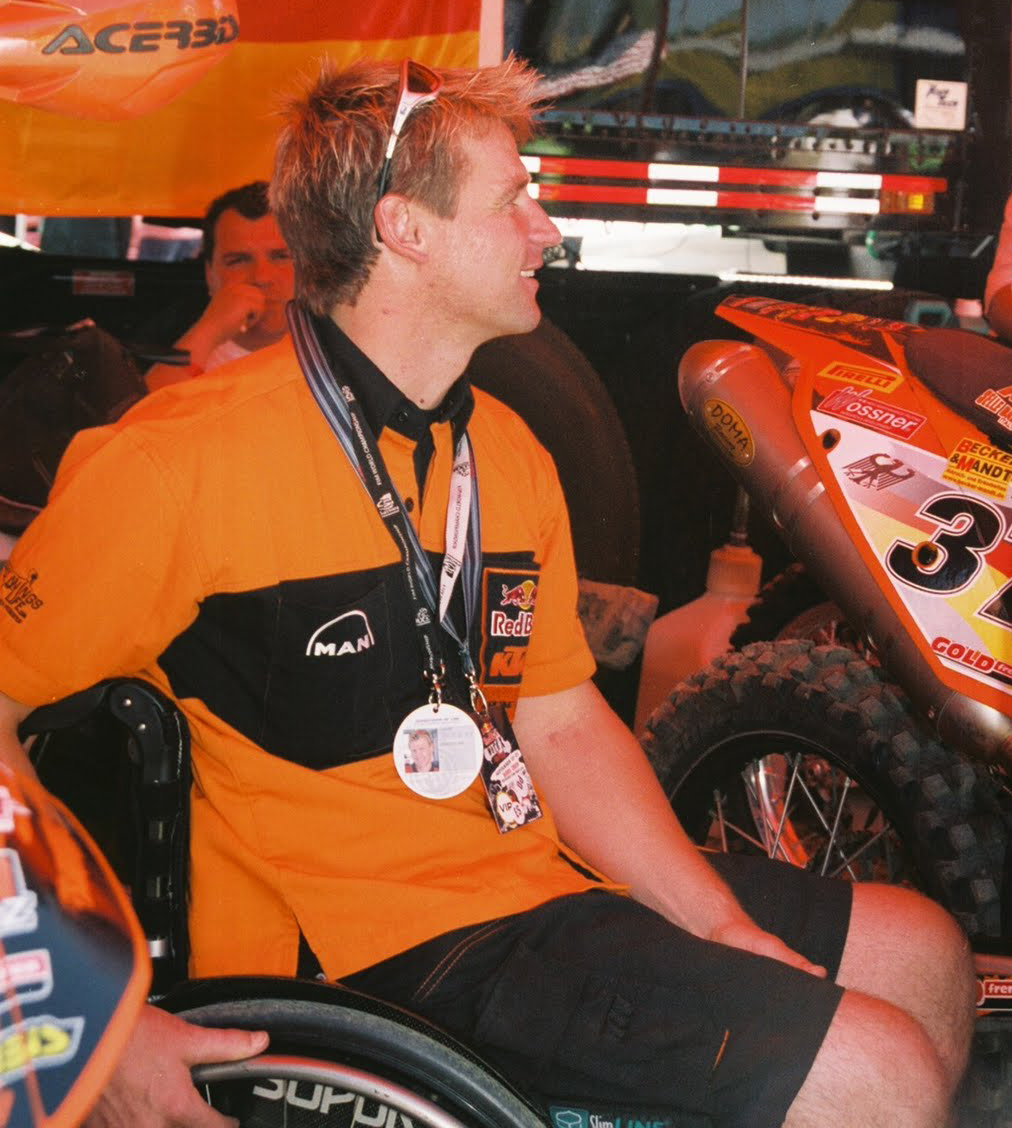
Pit Beirer, 2009

Pit Beirer (* 19. Oktober 1972 in Radolfzell am Bodensee) ist ein ehemaliger deutscher Motorradrenn- und Motocrossfahrer und Motorsportmanager.

## Karriere
Beirer fuhr sein erstes Rennen im Alter von zehn Jahren in Hügelheim. Seine Profikarriere begann 1988. Seinen ersten GP-Sieg feierte er 1991 in Reil. Von 1989 bis 1994 nahm er in der 125-cm³-Klasse an der Weltmeisterschaft teil. Sein größter Erfolg dabei war der fünfte Platz 1994. Ab 1995 startete er in der 250-cm³-Klasse. 1997 und 1998 sowie 2000 und 2002 wurde er dabei Dritter, 1999 Vizeweltmeister. In den Jahren 1991, 1992 und 2002 gewann er die Deutsche Meisterschaft.
Am 8. Juni 2003 stürzte Beirer beim GP im bulgarischen Sevlievo schwer und zog sich eine Querschnittlähmung auf der Höhe des 6. Brustwirbels zu.
Beirer arbeitet für KTM und leitet als KTM-Motorsportchef die Sportabteilung im Unternehmen.

## Privates
Beirer ist verheiratet und hat eine Tochter.